# Terremoto de Estambul de 2025
El 23 de abril de 2025 a las 12:49:10 TRT, un terremoto de magnitud 6,2 con una intensidad de fase W golpeó el mar de Mármara, a 21 kilómetros (13,0 mi) al sureste de Marmara Ereğlisi, provincia de Tekirdağ, Turquía, cerca de Estambul. Al menos 359 personas resultaron heridas y se registraron daños moderados en toda la región del Mármara.

## Entorno tectónico
La falla de Anatolia del Norte es una falla de deslizamiento lateral de 1200 kilómetros. Se extiende desde el golfo de Saros hasta Karlova. Se formó hace unos 13-11 millones de años en la parte oriental de Anatolia y se desarrolló hacia el oeste. La falla se desarrolló finalmente en el mar de Mármara hace unos 200.000 años, a pesar del movimiento de cizallamiento en una zona bastante amplia que ya había comenzado a finales del Mioceno.
Los últimos terremotos de gran intensidad que afectaron la NAFZ ocurrieron en 1999; fueron los eventos de İzmit y Düzce, que se produjeron el 17 de agosto y el 12 de noviembre, respectivamente. En noviembre de 2022, un terremoto de magnitud 6,1 azotó al oeste de Düzce.
Muchos sismólogos coinciden en que existe una alta probabilidad de que se produzca un terremoto de magnitud 7,0 o superior cerca de Estambul antes de 2030, probablemente causado por la ruptura de la ZFAN bajo el mar de Mármara.

## Terremoto
El Servicio Geológico de Estados Unidos (USGS) reportó una magnitud de Mag. Mw con fase W de 6.2. Su epicentro se ubicó en el mar de Mármara, a 21 kilómetros al sureste de Marmara Ereğlisi, en la provincia de Tekirdağ, o a 73 kilómetros al suroeste de Estambul. El temblor duró 13 segundos. Fue el terremoto más potente en Turquía desde los terremotos de 2023 entre Turquía y Siria, el más grande en la falla de Anatolia del Norte desde el terremoto de Düzce de 1999, y el más potente en la región del mar de Mármara desde el terremoto de İzmit de 1999.
El terremoto tuvo una intensidad máxima de Mercalli modificada de VIII (Severo). Según el servicio PAGER del USGS, se estima que 41.000 personas estuvieron expuestas a este nivel de temblor. Otras 638.000 personas estuvieron expuestas a temblores de intensidad MMI VII (Muy Fuerte), principalmente en las ciudades de Çorlu y Esenyurt. Aproximadamente 3,68 millones de personas sintieron temblores de intensidad MMI VI (Fuerte), principalmente en las zonas occidentales de la provincia de Estambul, mientras que el centro de Estambul registró temblores de intensidad MMI V (Moderado). También se registraron temblores de intensidad MMI IV (Leve) en Bursa, así como en Evros (Grecia) y en las ciudades de Burgas y Yambol (Bulgaria). Además, se reportaron temblores en áreas tan lejanas como Gaziantep, Bucarest en Rumania y Sofía en Bulgaria. Hasta el 24 de abril, se registraron 130 réplicas,[11] incluyendo dos eventos de Mw 5.0 a las 13:02 y 15:12, respectivamente. El terremoto también desencadenó un pequeño tsunami, con alturas máximas de 6 centímetros (2,4 plg) en Erdek, 4 centímetros (1,6 plg) en Esenköy y 3 centímetros (1,2 plg) en Silivri.

## Impacto
Al menos 359 personas resultaron heridas debido al pánico generalizado, incluyendo 236 en Estambul, 40 en Sakarya, 28 en Tekirdağ, 23 en Kocaeli, 21 en Yalova y 11 en Bursa. Al menos 378 edificios resultaron dañados y algunos proveedores de telefonía móvil sufrieron interrupciones en algunas zonas de Estambul. En Fatih, un edificio abandonado de tres plantas se derrumbó. Un edificio de cuatro plantas también sufrió daños en Silivri, el techo de un edificio se derrumbó en Büyükçekmece y un edificio de tres plantas se derrumbó parcialmente en Bakırköy. En la provincia de Yalova, tres edificios sufrieron daños menores.

## Respuesta
Al menos 3597 efectivos fueron desplegados en la zona de la región del Mármara, incluyendo 1.443 en Estambul, junto con 250 vehículos y 18 perros de rescate. El ministro de Educación, Yusuf Tekin, anunció el cierre de las escuelas del 24 al 25 de abril en Estambul y Tekirdağ. Los parques en Fatih y varias mezquitas, incluida la mezquita de Sehzade, se convirtieron en refugios nocturnos. El ministro del Interior, Ali Yerlikaya, dijo que 100.000 personas durmieron en refugios designados durante la noche debido al terremoto.